# Der Jasager
Die „Schuloper“ Der Jasager ist ein von Kurt Weill, Elisabeth Hauptmann und Bertolt Brecht für die Veranstaltung „Neue Musik Berlin“ 1930 entwickeltes Lehrstück auf der Basis eines japanischen Nō-Theater-Stücks aus dem 15. Jahrhundert. Zentrales Thema ist die Frage, ob ein Mensch damit einverstanden sein muss, sich für eine Gemeinschaft zu opfern.

## Inhalt
Das „Lehrstück“ erzählt in zehn musikalischen Blöcken eine einfache Geschichte: Ein Junge beteiligt sich trotz einiger Bedenken seines Lehrers an einer Expedition zu den „großen Ärzten“ jenseits des Gebirges, um Medizin und Rat für seine kranke Mutter zu bekommen. Auf dem Weg wird der Junge krank und kann weder selber weitergehen noch getragen werden. Mit seinem „Einverständnis“ wird der Junge nach dem „Großen Brauch“ ins Tal und damit in den Tod gestürzt. Das Einverständnis des Jungen mit seiner Hinrichtung wurde und wird äußerst verschieden interpretiert: als Zeichen einer religiösen Überzeugung, als Opfer für eine Gemeinschaft, als Kadavergehorsam gegenüber sinnlosen Normen und Autoritäten, als Samurai-Tradition, aber auch als Aufforderung an das Publikum, diesem Einverständnis zu widersprechen. In einer zweiten Fassung hat Brecht dem Jasager nach einer Reihe von Diskussionen mit Schülern und Arbeitern einen „Neinsager“ zur Seite gestellt.
Als „Schuloper“ hatte der „Jasager“ Ziele im Sinne der Reformpädagogik: Das gemeinsame Musizieren und Spielen sollte Gemeinschaftserlebnisse und musikalische Schulung verbinden. Tatsächlich wurde und wird das Stück immer wieder an Schulen und Universitäten von Laien inszeniert. Dieser Funktion kommt die ans Nō-Theater anknüpfende Einfachheit der Bühne und der Form entgegen. Das Stück steht im Zusammenhang mit einer musikalischen Avantgardebewegung. Die Komponisten Paul Hindemith, Kurt Weill und später Hanns Eisler teilten mit Bertolt Brecht die Überzeugung, dass der traditionelle Opern- und Konzertbetrieb nur noch sinnentleerte Repräsentationsveranstaltungen für reiche Bürger produzierte. Dem wollten sie in Zusammenarbeit mit Pädagogen die neue und experimentelle Form des „Lehrstücks“ entgegensetzen. Die Trennung von Musikern, Sängern und Publikum sollte aufgehoben werden. Laien sollten die Stücke erarbeiten, die Zuschauer im Stil des epischen Theaters mitdenken und urteilen, teilweise wurden sie in den Gesang des Chores einbezogen. In enger Zusammenarbeit mit den neuen Medien Film und Rundfunk wollte man ein Publikum erreichen, das vom traditionellen Kulturbetrieb de facto ausgeschlossen war.

## Entstehung

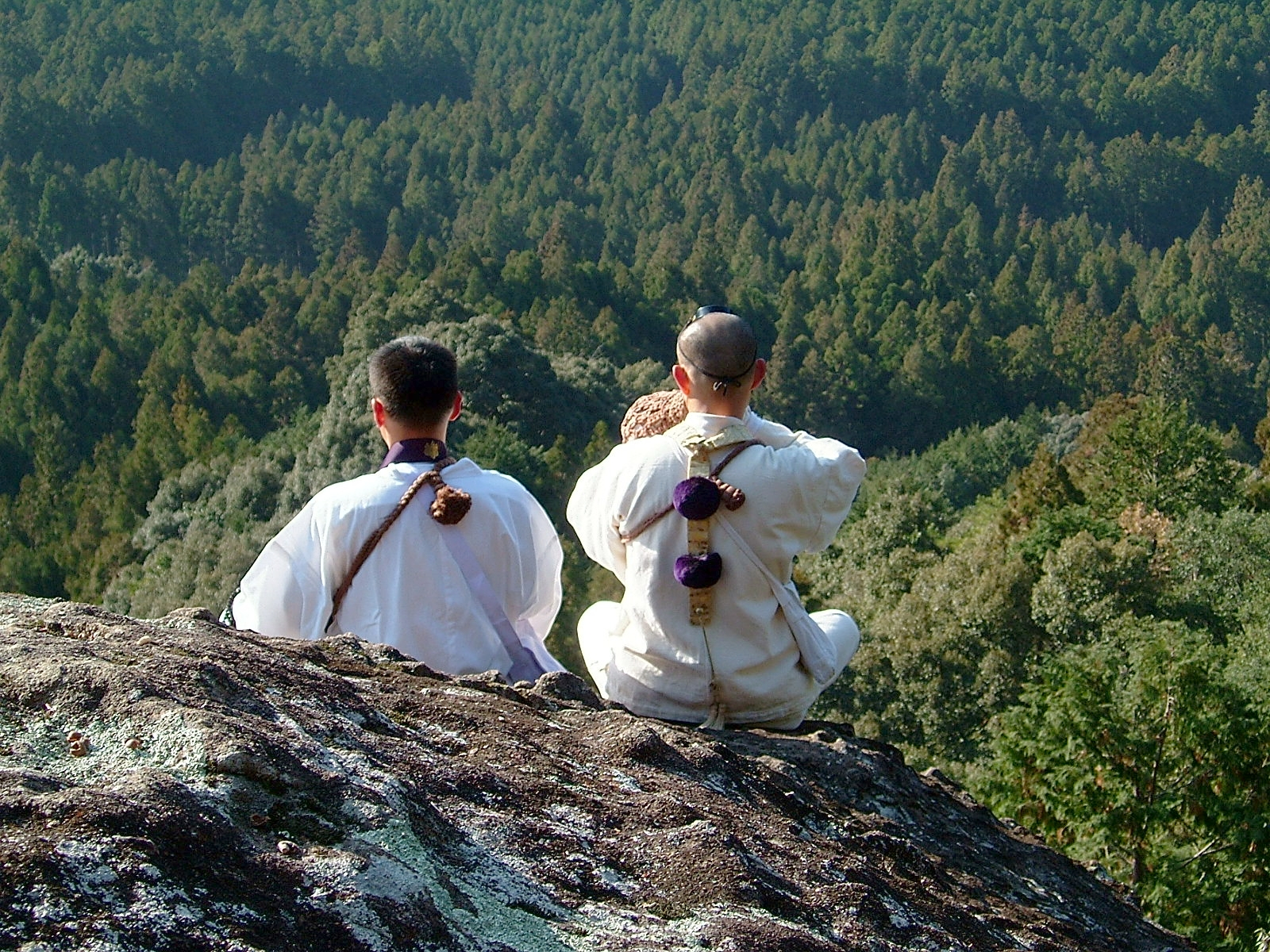
Shugendō-Ritual in den japanischen Bergen 2006

Textgrundlage ist das Nō-Theater-Stück Tanikō aus dem 15. Jahrhundert, das dem japanischen Autor Komparu Zenchiku zugeschrieben wird. Elisabeth Hauptmann erinnert sich, dass sie 1928 oder 29 Interesse für die traditionellen japanischen Nō-Stücke entwickelt habe.
Sie erklärte 1972 in einem Interview, dass ihr aufgrund ihrer geringen Theatererfahrung die Einfachheit der Fabel gefallen habe. Für Brecht war das Nō vor allem durch die extreme Stilisierung interessant. Wie im epischen Theater arbeitet der japanische Darsteller mit genau überlegten, einfachen Gesten. Das Nō-Theater verzichtet auf realistische, wirklichkeitsnahe Darstellung, es gibt artistische Elemente, Musik- und Tanzeinlagen. Der Chor übernimmt erzählende Aufgaben und verbindet die Teile der Handlung. Die Verständlichkeit des Wortes und der Handlung hat Vorrang vor der Musik. Die einfache Bühne verzichtet auf Kulissen.
Elisabeth Hauptmann übersetzte neun Texte aus Arthur Waleys Nachdichtung „The No-Plays of Japan“, das ein Bekannter ihr aus London mitgebracht hatte. Kurt Weill zeigte Interesse an dem Stoff und gewann Bertolt Brecht für eine Bearbeitung des Textes. Aus der Übersetzung von „Taniko oder Der Wurf ins Tal“ wurde das Lehrstück „Der Jasager“. Obwohl das Stück zum Großteil aus der Übersetzung Elisabeth Hauptmanns besteht, wurde sie damals nicht als Mitautorin erwähnt, und bis heute erscheint als Autor meist nur Bertolt Brecht. In einem Interview von 1972 gab Hauptmann an, Brechts Hauptbeiträge seien die Idee vom Einverständnis des Knaben mit seiner Hinrichtung und der veränderte Schluss gewesen. Elisabeth Hauptmann führt die Nichtnennung auf den Zeitdruck vor den Berliner Festwochen zurück. Für die Publikation in der Publikationsreihe „Versuche“ habe sie selbst vergessen, ihren Namen anzugeben.

## Tanikô – Feudale Ethik der Opferbereitschaft

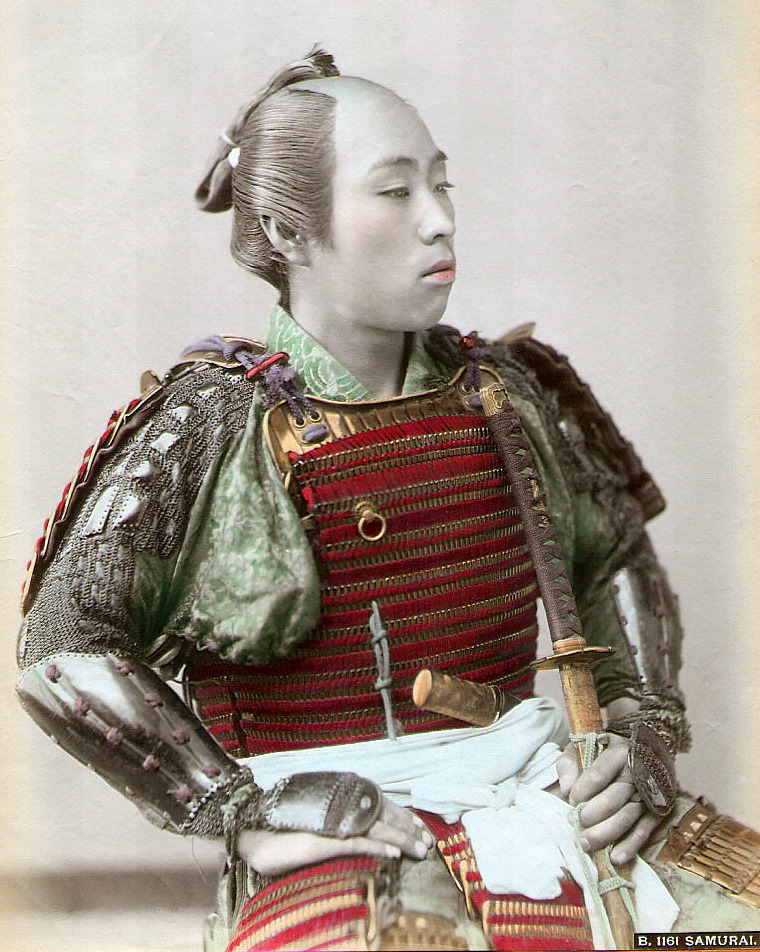
Samurai, um 1890

Nō ist eine japanische Theaterform aus dem 14. Jahrhundert. Das Original des von Arthur Waley bereits gekürzten Nō-Theaterstücks „Tanikô“, das Elisabeth Hauptmann übersetzt hatte, steht in einer Tradition feudalen Theaters. Nur Samurai durften in dieser klassischen Form auftreten oder zuschauen. Zur Ideologie der Samurai gehörte eine spezifische Auslegung des Buddhismus, die das irdische Leben als vergänglich und den Tod als bedeutungslos betrachtete. Zu den feudalen Wertvorstellungen gehörte die Bereitschaft, für den Herrn zu sterben.
Dem Tanikô-Stück liegt eine ältere Legende zu Grunde, die aus der religiösen Strömung des Shugendō stammt. Deren Anhänger, „Shugenja“ oder „Yamabushi“ (山伏, „in den Bergen verborgen“), waren für religiöse Rituale in den Bergen bekannt. Der Übersetzer Johannes Sembritzki gibt an, dass der Begriff Tanikô ein Menschenopfer bezeichne (Tanikô ≈ „jemanden dem Brauch des Talwurfs unterwerfen“). Die englische Nachdichtung Waleys aus dem Jahre 1921 ließ den religiösen Hintergrund weg und beendet seinen Text mit dem Tod des Knaben und der Schuldzuweisung an die Täter. So blieben die religiös-symbolische Bedeutung der Krankheit sowie die Motivation für den Tod im Dunkeln. Laut Johannes Sembritzki handelt es sich bei der Reise durchs Gebirge im Original um eine rituelle Wallfahrt unter strenger Askese und mit rituellen Regeln. Die Tötung des Knaben sei gerechtfertigt durch die symbolische Bedeutung der Krankheit, die als göttliches Zeichen interpretiert werde:

„Sie beschließen, dem ‚Großen Gesetz‘ zu folgen: ‚Erkrankt ein Pilger unterwegs, so ist das ein göttlicher Hinweis auf seine Unreinheit. Er gefährdet damit seine Mitpilger und den Erfolg der Wallfahrt. Um sich selbst zu retten, müssen sie ihn töten.‘“

Das Original endet jedoch nicht mit dem Tod des Knaben. Nachdem die Pilger unter großem Leid und vom Chor überzeugt von der Bedeutungslosigkeit des irdischen Lebens das Ritual durchgeführt haben, will sich auch der trauernde Meister dem Ritual des Talwurfs unterziehen. Seine Begleiter flehen daraufhin den mythischen Gründer En no Gyōja und die Dämonen an, den Knaben ins Leben zurückzurufen, was auch geschieht. Der Meister erweist sich als Reinkarnation des En no Gyōja.

## Bearbeitung des Textes für den Jasager

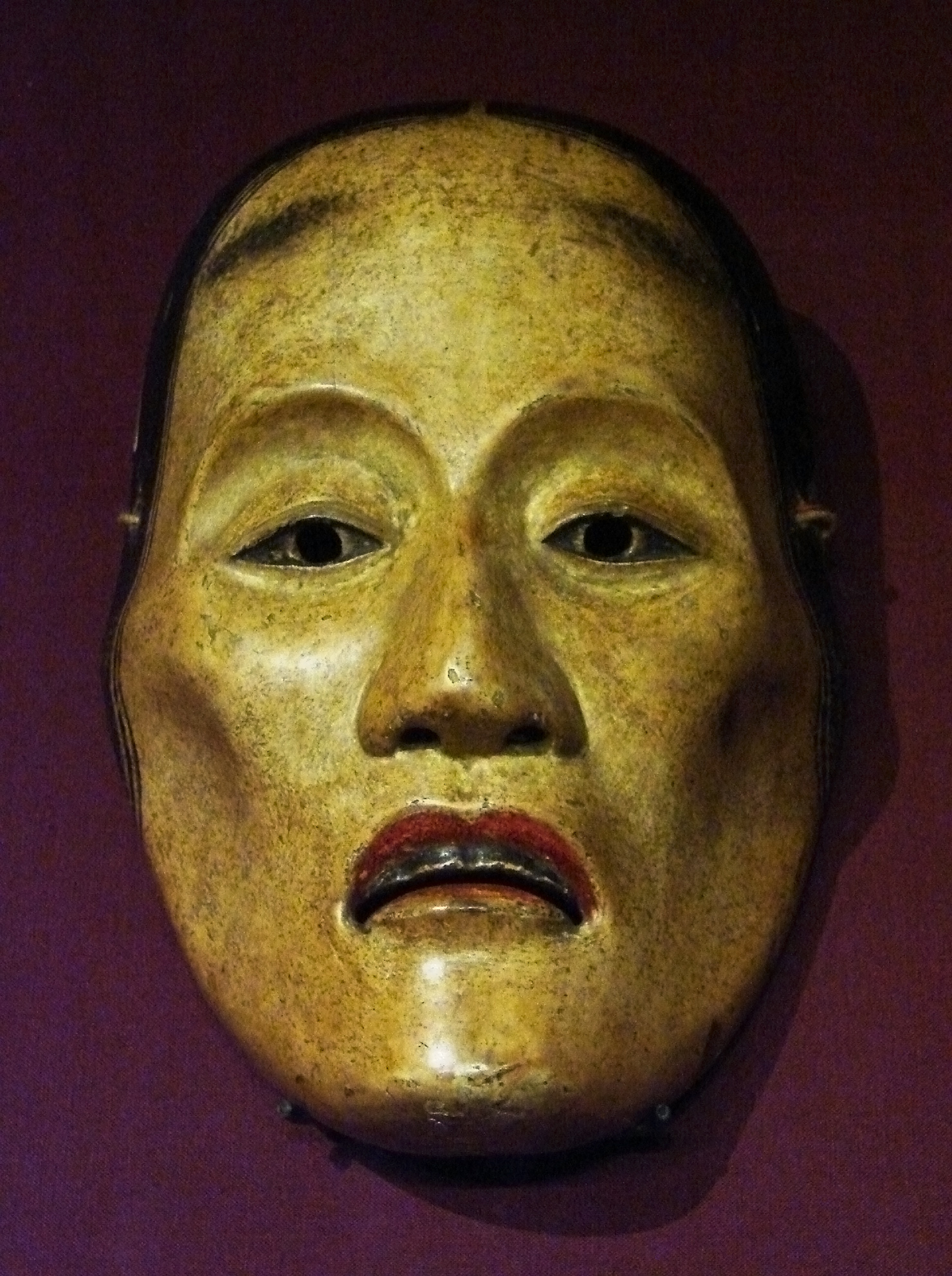
Nō-Maske

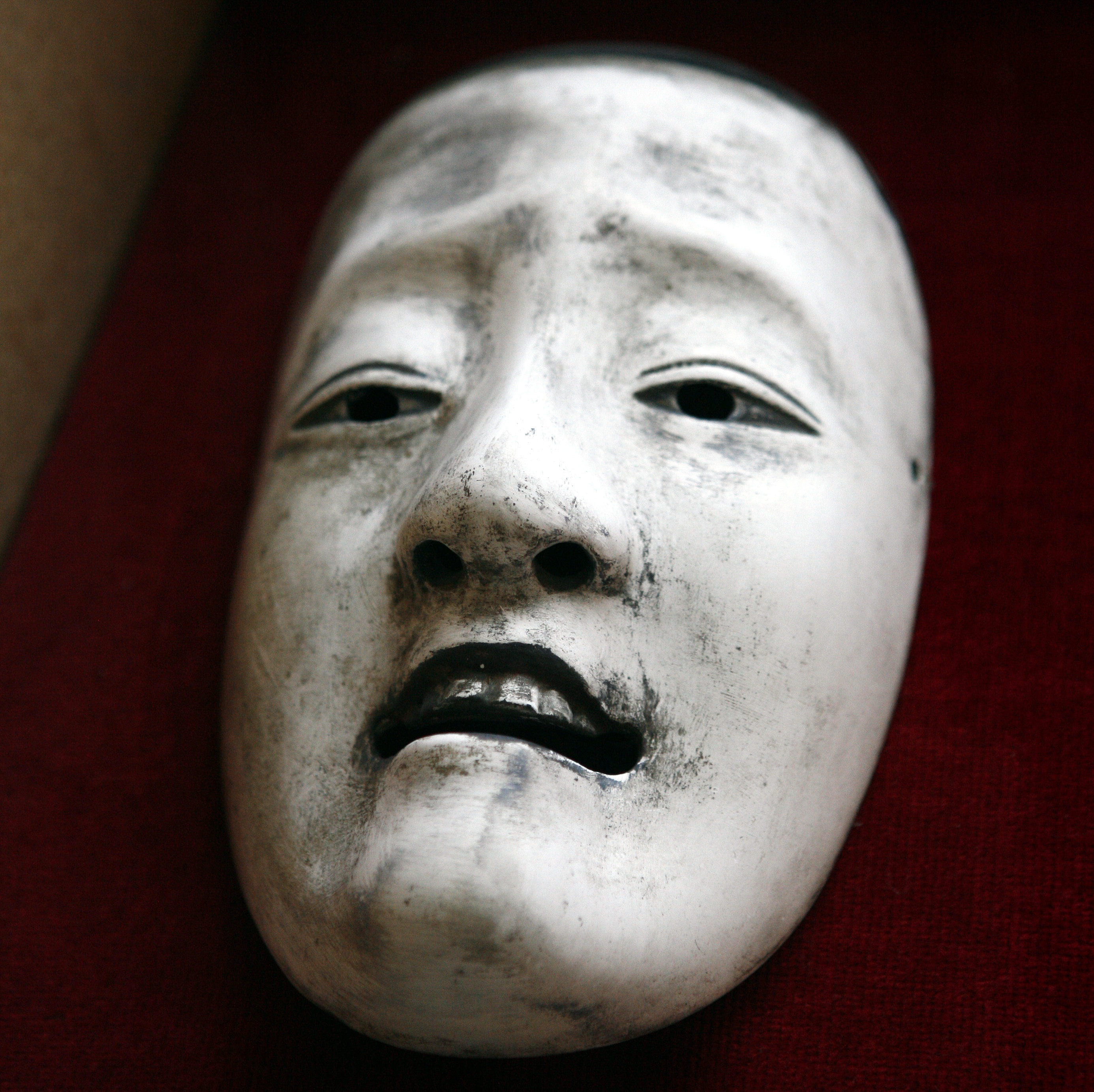
Nō-Maske

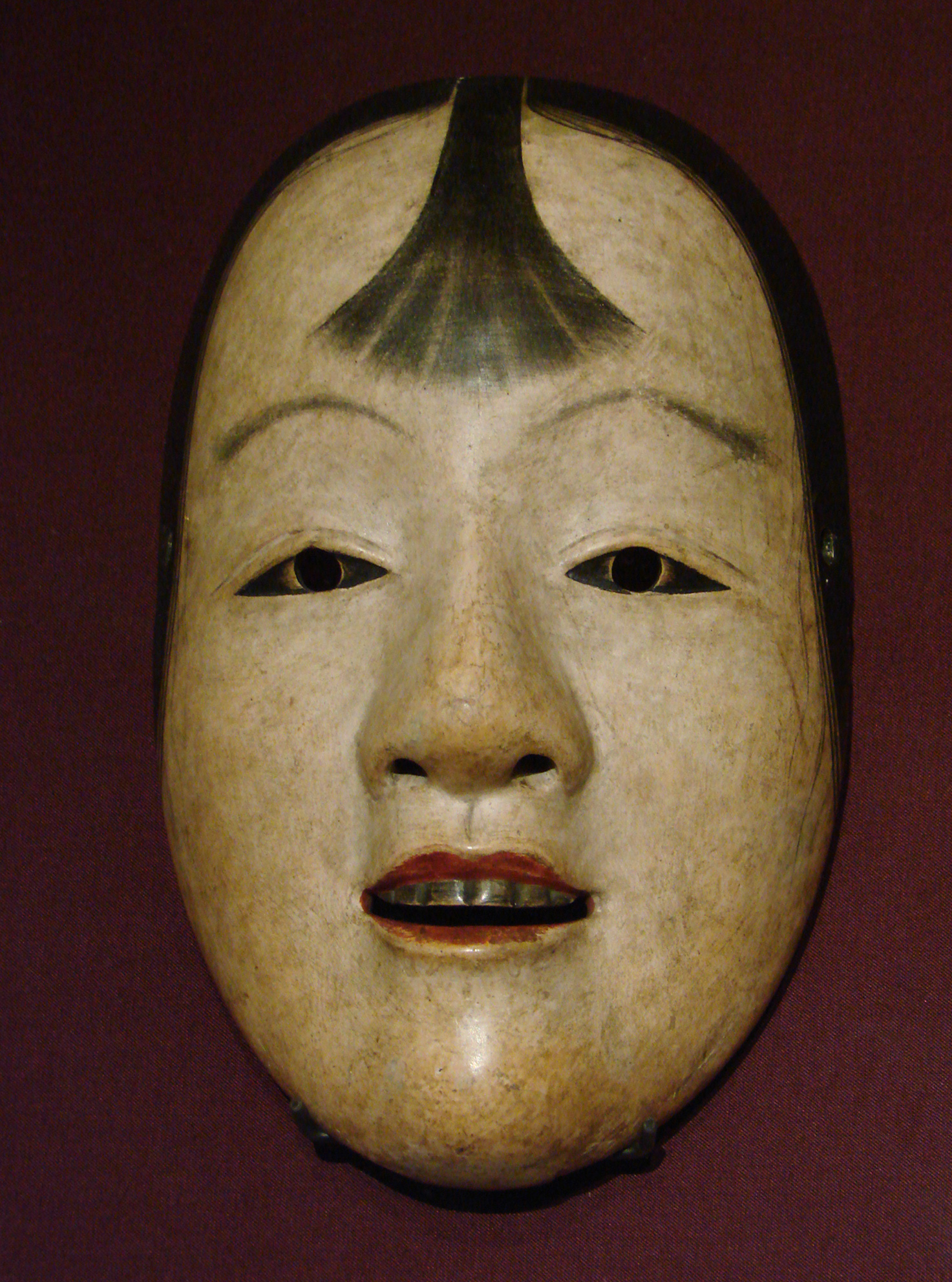
Nō-Maske

Der Text des Brechtstückes besteht zu etwa 90 % aus der Übersetzung Elisabeth Hauptmanns. Dennoch wird aus den wenigen Änderungen Brechts eine Tendenz sichtbar. Zunächst werden in Arthur Waleys Nachdichtung noch enthaltene religiöse Motive entfernt, aus der Pilgerfahrt wird eine „Forschungsreise“ zu den „großen Ärzten“ und auch der Knabe will nicht für seine Mutter beten, sondern bessere Medikamente und ärztlichen Rat suchen. Eingefügt wird dafür ein neues Motiv: das „Einverständnis“ des Knaben mit seiner Hinrichtung. Damit greift Brecht ein Motiv des Badener Lehrstücks vom Einverständnis (1929) wieder auf. Bedeutet dort das „Einverständnis“ noch Akzeptanz für die Gesetze von Natur und Gesellschaft, geht es hier um die Bereitschaft, für ein Prinzip oder eine Gruppe in den Tod zu gehen. Kurt Weill interpretiert im Sinne der Opferbereitschaft, dass der Knabe mit der Aufgabe konfrontiert werde, „für eine Gemeinschaft oder für eine Idee, der er sich angeschlossen hat, alle Konsequenzen auf sich zu nehmen“.
Zu Beginn des Stückes übernimmt der Chor die Aufgabe, die Frage des Einverständnisses ins Zentrum des Interesses zu rücken. Laut Partitur soll dieser Eingangschor zwischen den Akten und am Ende wiederholt werden.

„Der Grosse Chor
Wichtig zu lernen vor allem ist Einverständnis
Viele sagen ja, und doch ist da kein Einverständnis
Viele werden nicht gefragt, und viele
Sind einverstanden mit Falschem. Darum:
Wichtig zu lernen ist Einverständnis.“

Der Lehrer stellt sich vor und berichtet von seinen Reiseplänen durchs Gebirge zu den ‚großen Lehrern‘. Er erfährt von der Krankheit der Mutter. Mutter und Lehrer sind dagegen, dass der Junge mit dem Lehrer reist. Der Junge besteht aber trotz aller Warnungen auf seinem Willen, durch die gefährliche Reise Medikamente und Beratung für die kranke Mutter bei den „großen Ärzten“ zu erlangen. Der Lehrer und die Mutter beziehen am Ende des ersten Akts den Entschluss des Sohnes noch einmal auf die Thematik des Einverständnisses.

„Der Lehrer, die Mutter
Oh, welch tiefes Einverständnis!
Viele sind einverstanden mit Falschem, aber er
Ist nicht einverstanden mit der Krankheit, sondern
Daß die Krankheit geheilt wird.“

Am Anfang des zweiten Aktes fasst der Chor die Ereignisse der Reise zusammen: Sie sind schnell gegangen und der Junge wird krank. Zuerst versucht der Lehrer, die Krankheit als Müdigkeit zu interpretieren, aber seine Begleiter halten hartnäckig an der Diagnose fest:

„Die drei Studenten untereinander
(…) Wir sprechen es mit Entsetzen aus, aber seit alters her herrscht hier ein großer Brauch: die nicht weiter können, werden in das Tal hinabgeschleudert.“

Das Ritual schreibt weiterhin vor, dass der Kranke gefragt werden müsse, ob man seinetwegen umkehren solle. Die Antwort des Kranken ist aber ebenfalls vorgeschrieben: „Ihr sollt nicht umkehren.“ So führen die drei Studenten die Tat aus. Der große Chor berichtet:

„Dann nahmen die Freunde den Krug
Und beklagten die traurigen Wege der Welt
Und ihr bitteres Gesetz
Und warfen den Knaben hinab. Fuß an Fuß standen sie zusammengedrängt
An dem Rande des Abgrunds
Und warfen ihn hinab mit geschlossenen Augen
Keiner schuldiger als sein Nachbar
Und warfen Erdklumpen
Und flache Steine
Hinterher.“

## Aufführung und Wirkung

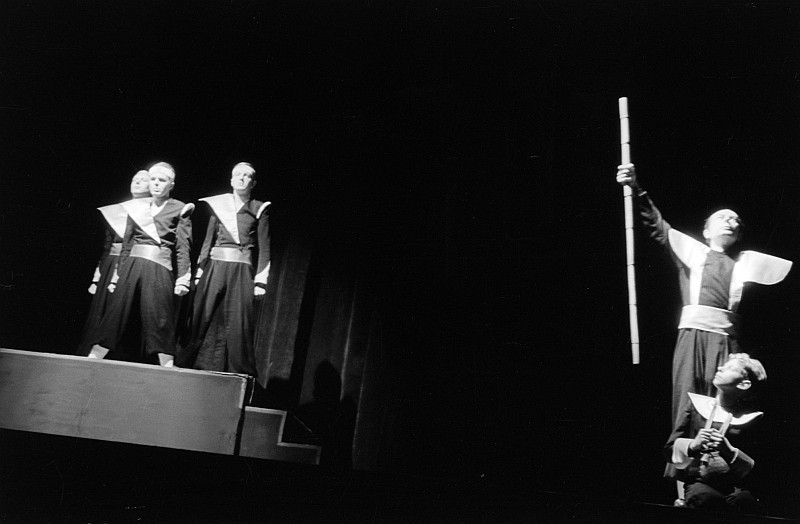
Aufführung des Jasagers 1946 im Hebbel-Theater in Berlin

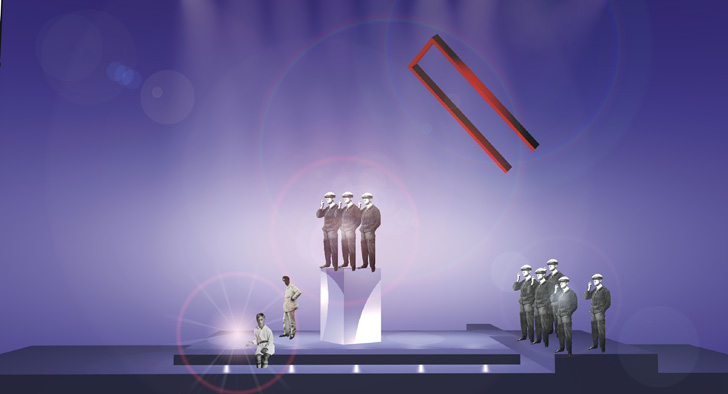
Bühnenbild für den Jasager von Sylvain Lhermitte 2006

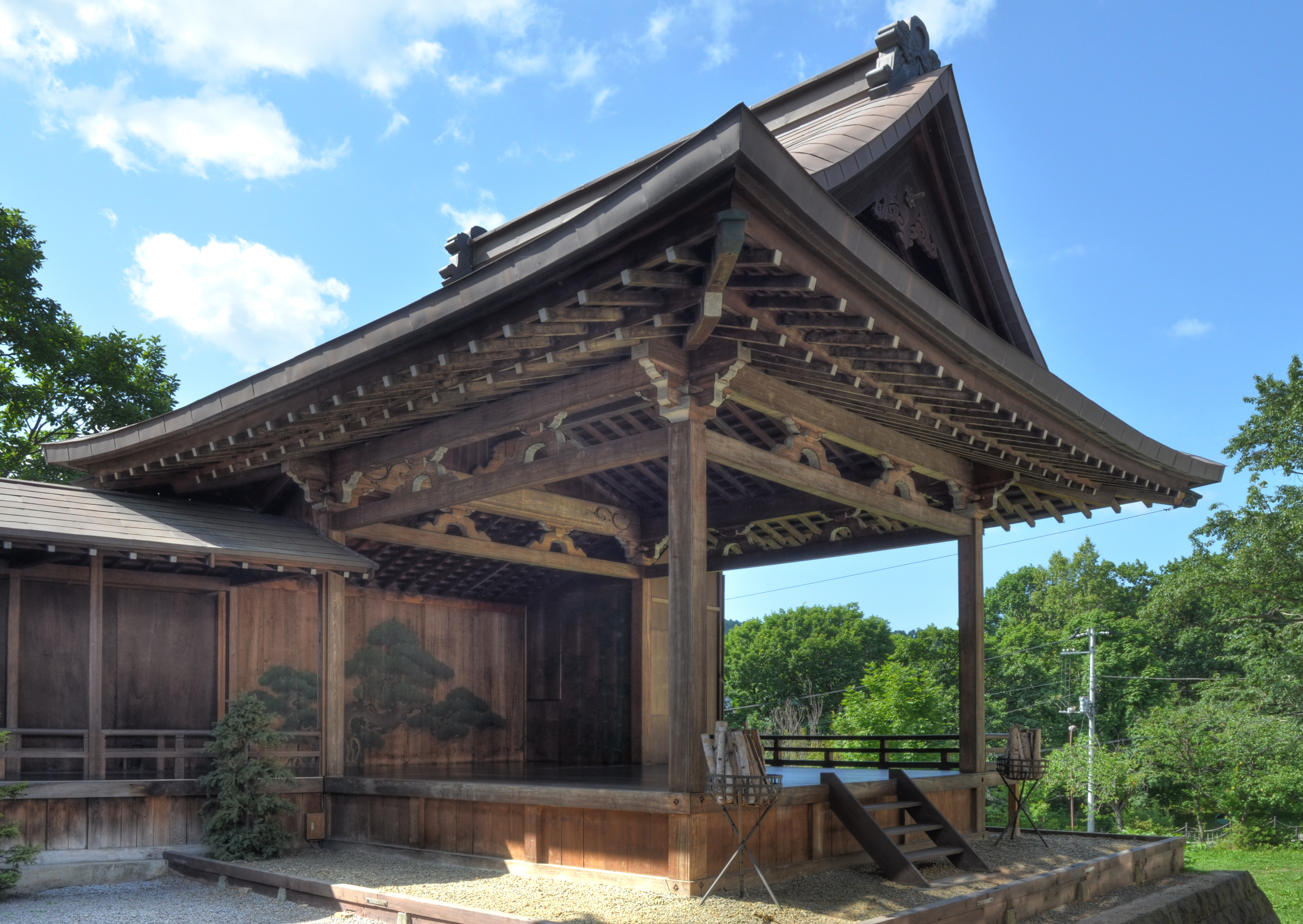
Nō-Bühne in Otaru 2011

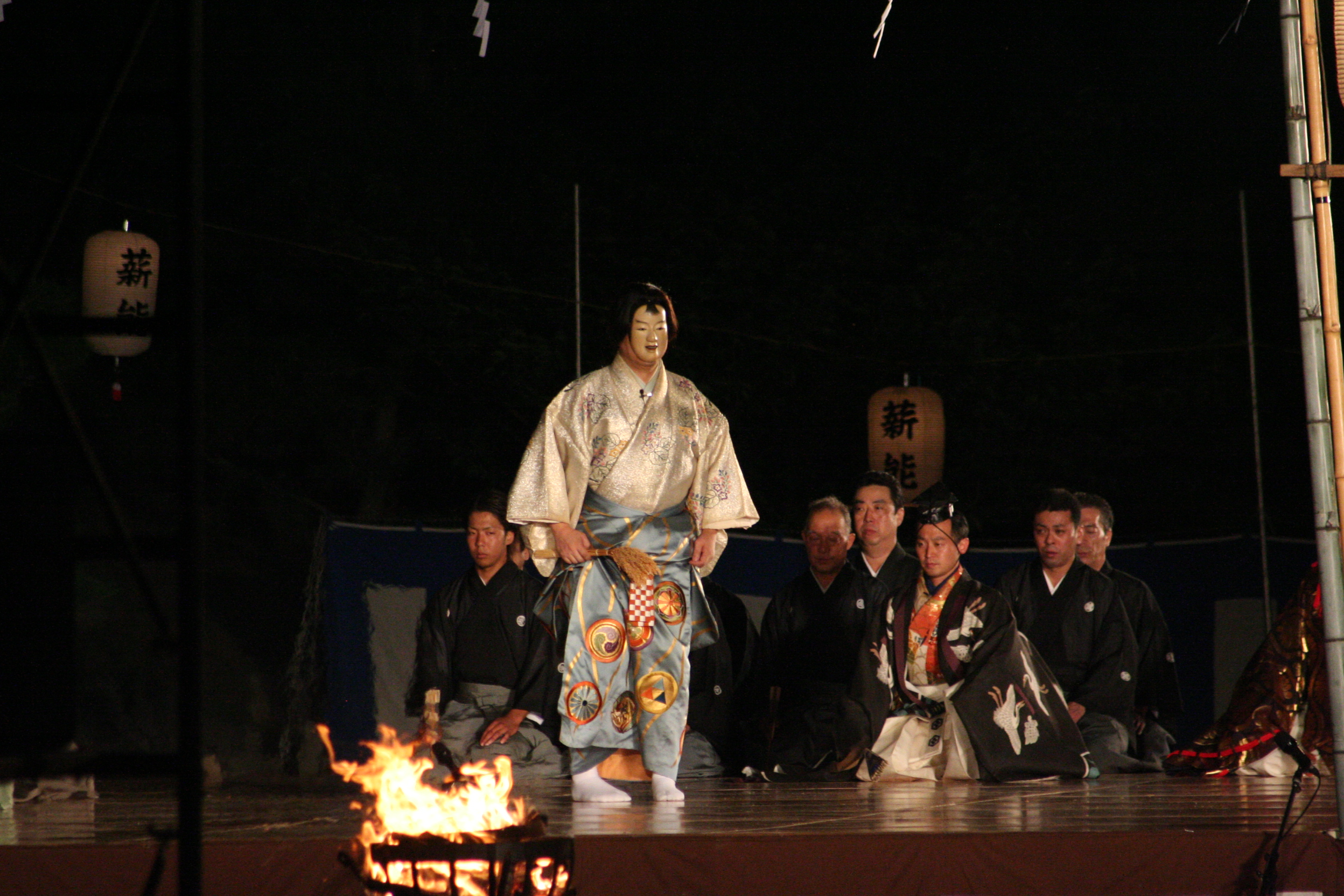
Nō-Inszenierung mit Maske 2000

Ursprünglich entstand „Der Jasager“ als Auftragskomposition für das bekannte Baden-Badener Musikfestival, das 1930 nach einem Skandal um Brechts und Hindemiths „Lehrstück“ die Unterstützung der Stadt verloren hatte und nach Berlin verlegt worden war. Im Zentrum des Interesses standen 1930 Schulmusikproduktionen.

„Zu den älteren Absatzgebieten (Konzert, Theater) sind jetzt hauptsächlich zwei neue hinzugekommen: die Arbeiterchorbewegung und die Schulen. Eine lohnende Aufgabe für uns besteht darin, für diese neuen Gebiete nun auch Werke größeren Umfangs zu schaffen.“

Weil die Festivalleitung das ebenfalls angemeldete Stück Die Maßnahme, eine Koproduktion von Brecht mit Hanns Eisler, ablehnte, zog auch Weill seinen Beitrag zurück. Weill und Brecht wollten ihre Aufführungen jetzt „außerhalb bürgerlicher Institutionen“ durchführen. Dabei hatte Weill große Ziele im Auge. Zum einen sollte die Schuloper auch professionelle Sänger zu „Einfachheit und Natürlichkeit im Gesang ‹…›zwingen“. Die neuen Weill-Opern sollten weiterhin als Muster für einen neuen Kompositionsstil dienen:

„Eine Oper kann zunächst Schulung für den Komponisten oder für eine
Komponisten-Generation sein. Gerade in dieser Zeit, wo es sich darum handelt,
die Gattung ‚Oper’ auf neue Grundlagen zu stellen und die Grenzen dieser
Gattung neu zu bezeichnen, ist es eine wichtige Aufgabe, Urformen dieser
Gattung herzustellen. […] In diesem Sinne könnte man auch […] die
Dreigroschenoper als Schuloper bezeichnen.“

Am 23. Juni 1930 fand die Uraufführung des „Jasagers“ bei einer Veranstaltung des Berliner Zentralinstituts für Erziehung und Unterricht in der Aula statt und wurde direkt im Radio übertragen. Die Aufführung wurde von Studenten der Staatlichen Akademie für Kirchen- und Schulmusik durchgeführt. Unter Leitung von Heinrich Martens übernahmen Schüler verschiedener Berliner Schulen die Gesangsrollen, ein Oberprimaner dirigierte. Brecht und Weill engagierten sich bei den Proben, die im Mai begonnen hatten. Die Ausstattung war spartanisch: Eine zweigeteilte Bühne mit beschrifteten Tafeln, die den jeweiligen Ort nannten, keine gesonderte Bühnenbeleuchtung. Auch damit knüpfte man an die Nō-Tradition an, die mit einer Bühne ohne Kulissen arbeitete. Anders als im Nō verzichtete man auf Kostüme.
Der Jasager wurde zu einem großen Erfolg in der Schulmusikbewegung. Am 7. Dezember 1930 wurde die Oper mit den gleichen Mitwirkenden in der Krolloper noch einmal aufgeführt. Die Angaben zu Aufführungszahlen divergieren. Die Universal Edition meldete bis zum Oktober 1932 200 Inszenierungen an Schulen. Laut Brecht Gesamtausgabe wurde das Stück bis 1932 60 Mal inszeniert.
Die Kritiken waren voller Gegensätze. Walter Dirks und Siegfried Günther interpretierten die Opferbereitschaft als religiöse Aussage. In der Oper kämen metaphysische und religiöse Motive zum Ausdruck. Frank Warschauer dagegen sah in der Weltbühne das Stück als Verteidigung von Kadavergehorsam und sinnloser Autorität.
Bis heute ist umstritten, wie die Aussage zum Kernthema des Einverständnisses zu interpretieren ist. Klaus-Dieter Krabiel vertritt im neuen Brecht-Handbuch die These, Kernaussage des Jasagers sei die Notwendigkeit des Opfers für Gemeinschaft.

„Eine soziale Gemeinschaft kann dauerhaft nur Bestand haben, wenn im Konfliktfall die einzelner Glieder dem Ganzen Opfer zu bringen bereit sind, wenn dem Gesamtinteresse Vorrang vor den Partikularinteressen eingeräumt wird: Dieser höchst unbequeme, auch gefährliche (da missbrauchbare), gleichwohl kaum abweisbare Gedanke liegt dem Lehrstück zugrunde.“

Das seltsame Ritual, dass das potenzielle Opfer um seine Zustimmung für seine Hinrichtung gebeten wird, aber laut Konvention in jedem Fall bejahend antworten muss, bezieht Krabiel auf Friedrich Engels, der „Freiheit“ im Anschluss an Hegel als „Einsicht in die Notwendigkeit“ interpretierte. Krabiel betont, die Ablehnung des persönlichen Opfers für die „Ansprüche“ der Gemeinschaft ändere nichts: „sie zeige lediglich die Asozialität dessen an, der sich ihnen entzöge.“ Eine Schuldzuweisung an die Täter lehnt Krabiel mit drei Argumenten ab: Erstens würden sie nur die „über ihren Fortbestand entscheidenden Prinzipien der Gemeinschaft“ vertreten, zweitens seien sie keine Personen im Sinne des realistischen Theaters und drittens führten sie die Tat „mit Entsetzen“ durch. Klaus-Dieter Krabiel sieht seine Auffassung der Textintention allerdings im Jasager nur unvollständig realisiert. Das Parabelstück motiviere das Opfer des Jungen nicht ausreichend, das Gemeinwesen sei nicht gefährdet und es bestehe auch keine Eile.

„An einem aufs Äußerste zugespitztem Modellfall sollte Einverständnis mit den berechtigten Ansprüchen der Gemeinschaft demonstriert und gelernt werden, aber die Unumgänglichkeit des Opfers für die Gemeinschaft leuchtete nicht ein. So konnte der Eindruck entstehen, es werde blinde Gefolgschaft gefordert (…)“

Die Zustimmung Krabiels zum Vorrang der Gemeinschaft vor dem Individuum bis zu dessen Vernichtung ist nicht unumstritten. Helmuth Kiesel setzt mit Freude an der Provokation die Auffassung Krabiels aus dem neuen Brecht-Handbuch in Beziehung zum Denken Ernst Jüngers, der 1932 in seinem Werk Der Arbeiter. Herrschaft und Gestalt in Bezug auf den „Arbeiter“ ausführte, die großen Aufgaben der Zukunft erforderten, dass „Freiheit und Gehorsam ‹…›identisch“ seien und eine große Zahl menschlicher Opfer „unter Zustimmung selbst der Leidenden“ vollzogen würden. Anders als die neueste Brechtforschung hätten die Berliner Schüler, die die ersten Aufführungen sahen, die Zumutung, der eigenen Vernichtung zuzustimmen, zurückgewiesen, was Brecht zur 2. Fassung motiviert habe, in der der Neinsager dem Urteil erfolgreich widerspricht.
Aus der Sicht von Sabine Kebir soll das sinnlose und brutale Opfer des Jungen, legitimiert lediglich durch einen alten Brauch, „bei Mitspielern und Publikum zum Widerspruch führen und das Bewußtsein auslösen ‹…›, daß alte Bräuche nicht einfach übernommen werden dürfen, daß es nützlich sein kann, einen neuen Brauch zu begründen.“ Kebir bezeichnet diese Forderung an den Zuschauer, der etwas verstehen soll, was den Figuren auf der Bühne unverständlich bleibt, als „Courage-Effekt“.
Brecht war selber unsicher, welche Wirkung das Stück bei den Zuschauern erreichte. An der Karl-Marx-Schule (Berlin-Neukölln) wurde das Stück im November 1930 aufgeführt und von den Schülern diskutiert. Am 9. Dezember erhielt Brecht vom Lehrer die Diskussionsprotokolle. Auf der Basis dieses Feedbacks und der Kritiken entwickelte Brecht das Gegenstück, den „Neinsager“, um den Schülern die Intention deutlicher zu vermitteln, und entwickelte auch die erste Fassung weiter. Auszüge aus den Anregungen der Schüler ließ Brecht im Heft 4 der Versuche zusammen mit dem modifizierten Stück veröffentlichen. Sabine Kebir sieht ihre Interpretation bestätigt, dass Brecht die Zuschauer dazu anregen wollte, gegen den Tod des Jungen zu protestieren.

„Dieses auch schon in der ersten Fassung intendierte, aber als Gehirnarbeit von Mitspielern/Publikum gedachte Ziel, wird nun als Textvorgabe geliefert. Keine Frage, daß die im Jasager und Neinsager konzipierte Dialektik und Kollektiv nicht das Erschlagen des ersteren durch das zweite zulassen wollte und damit sowohl gegen das faschistische als auch gegen das stalinistische Verständnis des Kollektiven opponierte.“

Helmuth Kiesel hält die Interpretation, „daß Brecht und Weill‹…›, ebenso Eisler im Fall der Maßnahme, mit diesen geradezu rituell gestalteten Stücken Nachdenken initiieren und Widerstand provozieren wollten“, für falsch. Trotz der Kritik am Text sei der Jasager relativ problemlos über die Bühne gegangen, was aber an der Narkosewirkung der Musik gelegen habe. Es sei Brecht, Weill und Eisler nicht darum gegangen, „Widerstand zu lehren, sondern Einverstanden-Sein. ‹…› In den Stücken geht es vorrangig um das Einverständnis mit der Liquidation eines Menschen durch seine Freunde, Angehörigen oder Genossen und nur nebenbei einmal um das Einverständnis mit dem Lauf der Welt und dem Gang der Geschichte.“

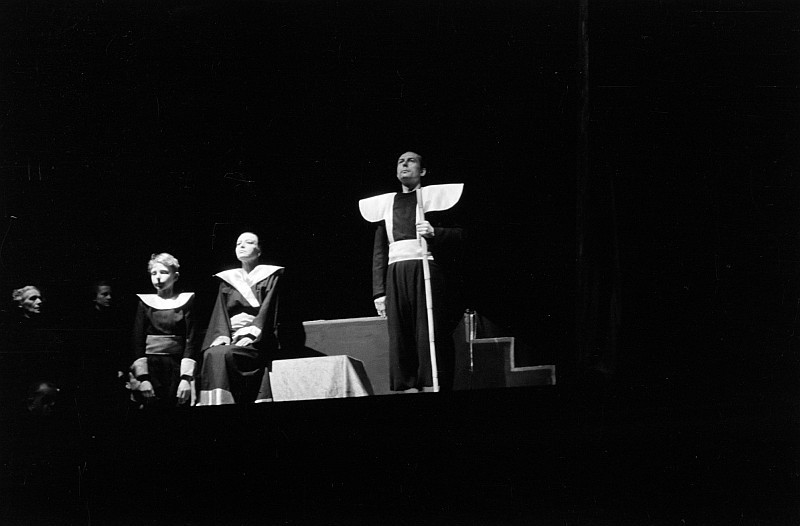
Aufführung des Jasagers 1946 im Hebbel-Theater in Berlin

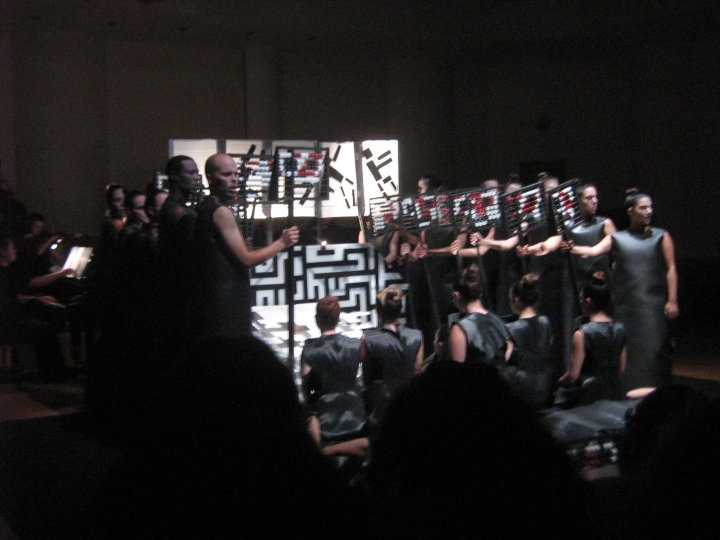
Aufführung durch Studenten der Buchmann-Mehta School of Music in Tel-Aviv im Juni 2010

Aufführung in Tokyo 2010

Das ältere Brecht-Handbuch weist darauf hin, dass der Begriff „Einverständnis“ bereits in der ersten Fassung das „Nicht-Einverständnis“ einschließt. Lehrer und Mutter bezeichnen die Tatsache, dass der Knabe mit der Krankheit der Mutter nicht einverstanden ist, als „tiefes Einverständnis“. Die Kritik richtet sich auch hier in Anschluss an Peter Szondi gegen die Konstruktion der Gemeinschaft in der ersten Fassung. Es fehlten gemeinsame Interessen, die Begründung durch einen alten Brauch überzeuge nicht. In der zweiten Fassung korrigiert Brecht diese Fehler. Die Gemeinschaft ist nun auf einer wichtigen Hilfsaktion, die Krankheit des Jungen gefährdet nun die gesamte Aktion.
Brecht selber hat das Verhältnis zwischen Individuum und Gesellschaft in einem Typoskript, das um 1930 entstand, reflektiert: Kollektive bildeten sich schon in der Tierwelt. So sei auch der Mensch „nicht vorstellbar ohne menschliche Gesellschaft“, selbst das individuelle Denken sei durch die Sprache an die Gesellschaft gebunden.

„Ein Kollektiv ist nur lebensfähig von dem Moment an und so lang, als es auf die Einzelleben der in ihm zusammengeschlossenen Individuen nicht ankommt.
??? (Fragezeichen im Text)
Leute sind wertlos für die Gesellschaft
Menschliche Hilfe ist nicht üblich
Trotzdem wird ihnen Hilfe gegeben, und obwohl der Tod des einzelnen rein biologisch für die Gesellschaft uninteressant ist, soll das Sterben gelehrt werden“

Der Kommentar der Gesamtausgabe legt eine Deutung dieses Zitats als literarischen Versuch nahe. Die drei Fragezeichen stellten den absoluten Vorrang des Kollektivs vor dem Individuum in Frage. Dennoch wurden und werden die Lehrstücke genau in diesem Sinne interpretiert.

„Die Partei darf gegebenenfalls das Opfer des Lebens verlangen – so könnte in Anlehnung an Carl Schmitt der Inhalt der Lehrstücke zusammengefasst werden; ‹…›Erst in der „Maßnahme“ wird das Inkognito des Kollektivs gelüftet: Es ist das Kollektiv, konstituiert einzig und allein nach den Maßgaben des repressiven Staats, der sich inhaltlich in der Partei, formal im Chor („Kontrollchor“) verkörpert. (Adorno hat in seinen Vorlesungen aus den sechziger Jahren nicht zufällig gerade auf dieses Stück von 1930 hingewiesen, um das mörderische Potential einer marxistischen Moral, die sich dem repressiven Kollektiv, also dem „objektiven Interesse“, rückhaltlos verschreibt, kenntlich zu machen.)“

Aus dieser Perspektive verbirgt sich hinter Brechts Rede vom ‚Sterben lehren‘ die Lehre von der „Bereitschaft zum Opfer und Selbstopfer“. Das „Einverständnis“ wäre dann „Rationalisierung des Opfers“ und „dessen Vollzug im Inneren des zum Opfer Erwählten“. Michael Ley und Leander Kaiser sehen hier eine unbewusste Anknüpfung an das Frauenopfer des bürgerlichen Trauerspiels. So wie sich in Emilia Galotti die Tochter opfern will, um Tugend und Familienehre zu retten, seien es bei Brecht Schüler und junger Genosse. Aus der Figur des Vaters sei die kommunistische Partei geworden.

„Das Kollektiv, das beschworen wird, besteht förmlich darin, dass das Subjekt durchgestrichen wird und sich selber durchstreicht.“

W. Anthony Sheppard zeigt verschiedene Widersprüche als Hinweise auf die Ambivalenz der Aussage des Jasagers. Zunächst sei in der zweiten Fassung die Figur des Neinsagers eingeführt, die den blinden Gehorsam in Frage stelle. Die Lehre des Neinsagers könne aber ebenfalls kommunistisch als Vermittlung einer kritischen Haltung gegenüber bourgeoisen Traditionen gedeutet werden. Weitere Hinweise auf die Ambivalenz der Botschaft sieht Sheppard in der Rezeption: Einige pro-faschistische Reaktionen seien positiv ausgefallen, während einige Linke das Stück verdammt hätten.
Helmuth Kiesel weist auf eine weitere Deutung des „Einverständnisses“ bei Brecht hin, etwa im „Badener Lehrstück vom Einverständnis“, in den „Keuner-Geschichten“ oder im „Galilei“: Durch scheinbares Einverständnis mit Gewalt und Macht könne man die Phase der Unterdrückung überleben, um dann seine Ziele weiter zu verfolgen. In der Zeit des „Totalitarismus“ sei das Interesse an „kasuistischen Geschichten“ groß gewesen, „die von Zuständen handeln, in welchen das überlebensnotwendige Handeln problematisch wird, weil es mit elementaren ethischen Normen kollidiert.“ Als klassisches Beispiel zitiert Kiesel die Problemstellung vom Brett des Karneades: Was wird der Stärkere tun, wenn nach einem Schiffbruch ein Schwächerer das einzige rettende Brett ergriffen hat? Im Konflikt zwischen Überleben und Gerechtigkeit empfiehlt der antike Autor, den Schwächeren zu töten, weil man sonst gerecht, aber ein Tor sei.
Der Unterschied der antiken Geschichte zu Brechts Lehrstücken sei zunächst, dass Brecht die Moral nicht der Selbsterhaltung opfere, sondern dem Willen zum (politischen) Erfolg.

„Deutlich über Karneades hinaus geht Brecht aber, indem er von dem, der in einer solchen lebensbedrohlichen Situation geopfert werden soll, das Einverständnis verlangt.“

Kiesel hält diesen Schritt nicht für spezifisch für kommunistische Bewegungen, sondern für „Gemeinbesitz der Mobilisierungsbewegungen der ersten Hälfte des 20. Jahrhunderts.“ Brecht habe dieses Motiv lediglich in der ‚Maßnahme‘ „besonders radikal gefaßt“.

## Adoleszenzprobleme als Strukturprinzip

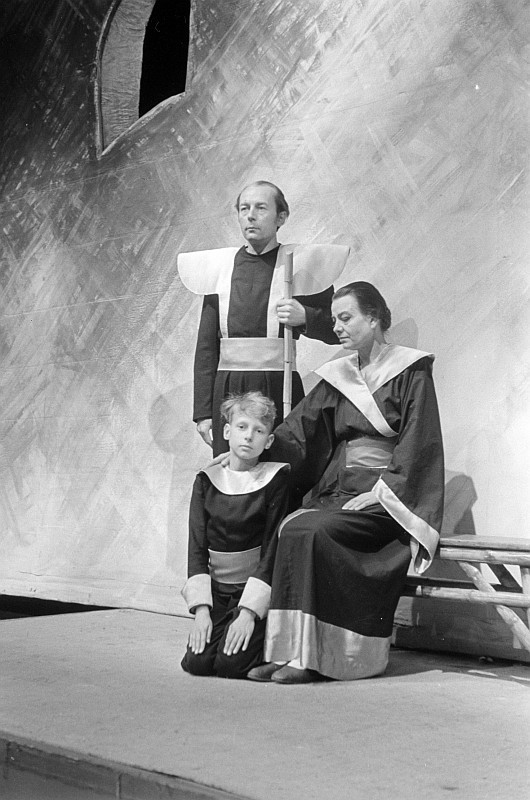
Aufführung des Jasagers 1946 im Hebbel-Theater in Berlin

Günter Thimm sieht Adoleszenzprobleme als ein zentrales Strukturprinzip des Jasagers. Der Gegensatz von Familie und Kultur werde durch die beiden Räume der Bühne symbolisiert. Thimm beschreibt akribisch den langsamen Wechsel des Jungen von der Geborgenheit des Raumes mit der Mutter in den anderen Raum, der den Abschied von der Familie symbolisiere. Dabei erscheine die Kultur einerseits als vielversprechend (die Stadt jenseits der Berge; die großen Ärzte; Hoffnung auf Heilung), andererseits sei der Weg dorthin gefährlich. Der Lehrer erscheint aus dieser Sicht in der Rolle des Vaters, der als dritte Person, d. h. durch Triangulierung im Sinne der Psychoanalyse dem Jungen ermöglicht, Abstand von der Mutter zu gewinnen.
Brecht gestalte den inneren Konflikt des Jungen durch das Gegensatzpaar „stehen“ und „sitzen“.

„Die drei Studenten
Bist du krank vom Steigen?
Der Knabe
Nein.
Ihr seht, ich stehe doch.
Würde ich mich nicht setzen
Wenn ich krank wäre?
Pause. Der Knabe setzt sich.“

Thimm interpretiert das Sich-Hinsetzen als Regression, die den Wunsch zur Rückkehr in die Familie zeige. Thimm systematisiert des Weiteren den Kontrast zwischen Anziehungskräften der Familie und denen der ‚Kultur‘. Die Krankheit der Mutter und die Gefahren des Weges stehen dabei dem zunächst unspezifischen Wunsch, die Familie zu verlassen, gegenüber. In ähnlichem Sinne fragt Friedrich Dieckmann in Bezug auf den Jungen: „‹…› will er ihr wirklich helfen? Wenn die Hilfsexpedition des Lehrers und der Studenten erfolgreich wäre, würde der Mutter ohnedies geholfen. Nicht um der Mutter willen bricht der Knabe auf – er will sich selbst helfen, und zwar von der Mutter; er will sich durch die Reise gen Utopia emanzipieren.“
Thimm interpretiert den Tod des Jungen als adoleszente Phantasie. Weder der Abschied von der Mutter noch das Ankommen in der ‚Kultur‘ gelinge vollständig. Der Zwischenraum erscheine jedoch als bedrohlich. Thimm sieht diese Struktur des Jasagers als typisch für Brechts Werk. Die typische Familiensituation (Abwesenheit des Vaters; Wunsch, aus der mütterlich dominierten Familie auszubrechen) zeige sich wie im „Jasager“ auch in der „Mutter Courage“, den „Gewehren der Frau Carrar“ oder der „Mutter“. Zudem erscheine regelmäßig ein „Abholwesen“ das – wie im Märchen – den Abschied von der Mutter ermögliche, etwa der Werber in der Mutter Courage oder hier der Lehrer. Im Zwischenraum zwischen Familie und erträumtem Ziel finde der Heranwachsende oft eine Gruppe etwa Gleichaltriger, im Jasager repräsentiert durch die drei Studenten. Im Überqueren des Gebirgspasses sieht Thimm ein typisches Initiationsritual.

## Kurt Weills Komposition
Die Komposition des „Jasagers“ war das letzte gemeinsame Projekt von Brecht und Weill in Deutschland. 1933 begegneten sich die beiden, schon auf der Flucht, noch einmal in Frankreich und erarbeiteten das Songspiel „Die sieben Todsünden“ im „schnoddrig-schmissigen und zugleich bewusst sentimentalen Dreigroschenoper- und Mahagonny-Stil“. Die musikalische Qualität der Schuloper „Jasager“ wird unterschiedlich bewertet. Jost Hermand vertritt die Meinung, dass die „wesentlich sprödere Musik“ die dem Lehrstückcharakter entsprach, nicht zu Weills Stil passte. Die Vielschichtigkeit der Musik Weills sei in eine „schlicht demonstrative Geste umgebogen“.
W. Anthony Sheppard stellt die Frage, ob Kurt Weills Komposition die Aussage des Stückes in Richtung auf den Vorzug des Kollektivs vor dem Einzelnen und die Forderung der Opferbereitschaft unterstützt oder unterminiert. Sheppard sieht gleich im ersten Auftritt des Chors die klare musikalische Unterstützung der brutalen Lehre vom „Einverständnis“.

„The fugal character of this number imparts an air of solemnity, as do the rigid, plodding quarter notes of the vocal line. These musical traits have led Gottfried Wagner to discuss this chorus in terms of Weill's musical propaganda.
Der Fugencharakter des ersten Chorauftritts vermittelt einen Hauch von Feierlichkeit, wie die starren, schwerfälligen Viertelnoten der Gesangsstimme. Diese musikalischen Eigenschaften haben Gottfried Wagner dazu geführt, diesen Chor in Bezug auf musikalische Propaganda Weills zu diskutieren.“

Sheppard vertritt die Auffassung, dass Weill entgegen Brechts Vorstellung, dass die Musik im Sinne des Verfremdungseffekts im Kontrast zum Text stehen solle, im „Jasager“ eher die Aussage des Stückes betont. Auch Susanne Fischer Quinn interpretiert Weills Komposition als Bestätigung des Einverständnisses des Jungen mit seiner Hinrichtung. Allein die zweimalige, völlig unveränderte Wiederholung des Eingangschors „Wichtig zu lernen vor allem ist Einverständnis“ an exponierter Stelle hebe die Kraft dieser Idee hervor. Das Einverständnis dokumentiere sich aber auch in der Komposition selbst. Melodiefragmente aus dem Orchestervorspiel würden von verschiedenen Stimmen aufgenommen, im Eingangschor werde nach einem „ähnlichen Prinzip die Melodie von einer Stimme kanonartig an andere weitergereicht. Durch die Imitation des melodischen und rhythmischen Materials entsteht so auch musikalisch ein Einverständnis.“ Um den Eindruck der Banalität des Einverständnisses zu vermeiden, vermeide Weill trotz der Gruppierung von Sopran und Tenor bzw. Alt und Bass im Chor reine Unisono-Partien. Nach dem Chor wird die Anfangsmelodie vom Orchester wieder aufgenommen. Den Tod des Jungen („Hör gut zu!“) begleitet keine verklärende Musik, sondern eine vom Klavier eingeleitete, mehrfach wiederholte, einfache Figur.

„Eindringlich wird in der Klavierstimme lediglich eine immer wiederkehrende eintaktige und einstimmige Figur wiederholt, die durch die Sekundspannung D-E die Tragik und Schwierigkeit der Szene in einem einzigen Intervall auszudrücken vermag. Rezitativartig lösen sich Begleitung und Stimme jeweils ab; die Konzentration liegt somit stets klar getrennt entweder auf der Sing- oder der Klavierstimme, nur gehaltene ganze Noten im Piano begleiten den Sänger vereinzelt und andeutungsweise.“

Bis zur Frage des Lehrers: „Verlangst Du, daß man umkehren soll deinetwegen?“ behält die Komposition den beschriebenen Charakter. Die Bedeutung der Entscheidungsfrage wird durch ein kurzes Fortissimo des Orchesters hervorgehoben, was sich bei der zweiten Entscheidungsfrage des Lehrers wiederholt: „Verlangst du also, daß Dir geschieht, wie allen geschieht?“ Bei der Antwort des Jungen setzt die Begleitung des Orchesters aus. Wenn die Entscheidung gefallen ist, setzt eine „fast marschähnliche Begleitmusik“ ein, die „die unabänderliche Tatsache“ ausdrückt, „dass die Gemeinschaft weiter fortschreitet, um die ihr gestellte Aufgabe zu erfüllen.“ Der dreistimmige, leise Gesang der Studenten soll die Trauer der Studenten bei der Hinrichtung des Jungen zum Ausdruck bringen.
Krabiel führt den Erfolg des Jasagers vor allem auf Weills Komposition zurück. Damit folgt er seiner älteren Einordnung der Lehrstücke als vokalmusikalische Gattung in Abgrenzung zur dramatischen Literatur. Darüber hinaus hebt er den Anteil Weills am Text hervor. Er sieht die besondere musikalische Qualität des Jasagers in der „um optimale Verständlichkeit bemühten rhythmischen Fixierung des Textes“ und der von Laien zu bewältigenden, leicht singbaren Form.

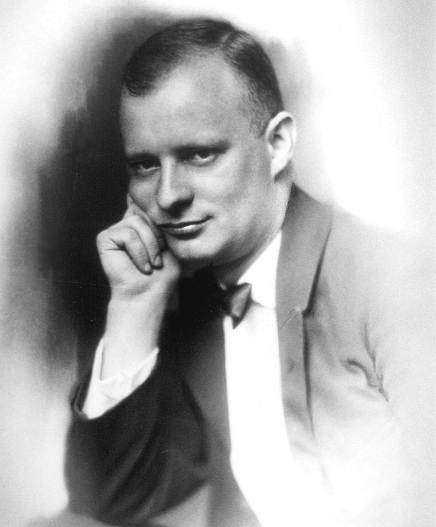
Paul Hindemith 1923

Susanne Fischer Quinn sieht das musikalische Engagement Weills und Hindemiths in der Gebrauchsmusik für die Lehrstücke als „Glücksfall“:

„Die Schuloper, wie Weill den Jasager nannte, und das Lehrstück sind Werke, die an Klarheit und Eindringlichkeit kaum zu überbieten sind. Beide stellen Zeugnisse eines heute undenkbaren Glücksfalles dar: als zwei der bekanntesten und begabtesten Komponisten ihrer Zeit strebten Paul Hindemith und Kurt Weill die ‚Demokratisierung’ der Musik an und schrieben bewusst Musik, die von musikalischen Laien und Schülern aufgeführt werden konnte, oder verwandelten, wie beim Lehrstück, das Publikum in Mitwirkende.“

Sie verweist aber auch auf Konfliktpotentiale zwischen Brecht und Weill, weil es Brecht gelungen sei, auch bei musikalisch geprägten Werken stets im Vordergrund zu stehen. Ab und an betonte Weill seinen Anteil am Werk: „Brecht ist ein Genie; aber für die Musik in unseren gemeinsamen Werken, dafür trage ich allein die Verantwortung.“ Gemeinsam waren Weill und Brecht die Abkehr vom bürgerlichen Musiktrieb und das Interesse an den neuen Massenmedien Film und Rundfunk, die ein anderes Publikum erreichten als der Opernbetrieb. Weill erstellte seit 1924 Beiträge für den Rundfunk und beschäftigte sich wie Brecht mit Radiotheorien. Eine für das Lehrtheater bedeutsame Konsequenz daraus waren Kompositionen, die auch Laien und Jugendliche spielen konnten.

„Dass der Inhalt (die Gemeinschaft) der Form (die Erziehung zur Gemeinschaft durch gemeinsames Musikmachen) hier so vollkommen entspricht, mochte einer der größten Reize für Brecht und Weill gewesen sein, mit der Arbeit an dem Stück zu beginnen. Noch viele Jahre später in den USA beteuerte Weill, dass der Jasager das wichtigste Werk seiner Karriere war.“

Die Lehrstücke verkörpern neue Möglichkeiten, Gemeinschaft in einem musikalischen Projekt zu erleben. Zu diesem Zweck war die Komposition Weills insgesamt relativ einfach gehalten, mit wenigen Modulationen und einfachem 3/4 oder 4/4 Metrum. Dabei verzichtet das Lehrstück aber auf Improvisation, die Proben stellen die Gemeinschaft eher durch Disziplin her.
Im Anschluss an die Uraufführung und Diskussionen mit einer weiteren Inszenierung hat Brecht den Text des Stückes weiterentwickelt. Da Weill aufgrund vielfältiger Belastungen die Komposition zu diesen Veränderungen nicht mehr gestalten konnte, halten sich viele musikalische Inszenierungen an die erste Fassung, während in der Literaturwissenschaft oft die zweite Fassung diskutiert wird.

## Textausgaben
- Elisabeth Hauptmann (Übersetzung): Taniko oder Wurf ins Tal. in: Der Scheinwerfer, Städtische Bühnen Essen, Spielzeit 1929/30, H. 6/7
- Elisabeth Hauptmann (Übersetzung): Taniko oder Wurf ins Tal. Funkfassung für Radio Berlin, gesendet am 23. Juni 1930.
- Erstdruck in der Zeitschrift „Die Musikpflege“ 1930/31, H. 1, S. 53–58.
- Vorabdruck aus dem 4. Heft „Versuche“, Berlin (Gustav Kiepenheuer) 1930.
- Bertolt Brecht: Große kommentierte Berliner und Frankfurter Ausgabe. Band 3, Stücke 3, S. 47–58, Frankfurt am Main 1988 (zitiert als GBA)
- Bertolt Brecht (Autor), Peter Szondi (Herausgeber), Elisabeth Hauptmann (Übersetzer): Der Jasager und Der Neinsager: Vorlagen, Fassungen, Materialien. Frankfurt am Main (edition suhrkamp) 1999, ISBN 3-518-10171-4.
- Kurt Weill: Der Jasager – Schuloper in 2 Akten – Klavierauszug. Schott Music, 2003, ISMN 979-0-00801667-7 (Suche im DNB-Portal).
- Kurt Weill: Der Jasager: Klavierauszug (englisch). Universal Edition, 2003, ISMN 979-0-00806207-0 (Suche im DNB-Portal).

## Tonaufnahmen
- Kurt Weill (Komponist); Bertolt Brecht (Autor) – Die Jasager, Audio-CD, Music Alliance Membran GmbH
- Kurt Weill (Komponist); Bertolt Brecht (Autor) – Die Jasager, Audio-CD, Polydor CD 839 727-2, auch bei Line Music CD 5.00991 und Membran Music 232579 mit Joseph Protschka, Lys Bert, Willibald Vohla, Siegfried Kohler
- Kurt Weill (Komponist); Bertolt Brecht (Autor) – Die Jasager, Audio-CD, Capriccio CD, CD 60 020-1, Fredonia Chamber Singers, Kammerchor der Universität Dortmund, Orchester Campus Cantat 90, Willi Gundlach
- Kurt Weill (Komponist); Bertolt Brecht (Autor) – Die Jasager, Audio-CD, FONO CD, FCD 97 734, Chor und Orchester des Alexander-von-Humboldt-Gymnasiums Konstanz, Peter Bauer

## Sekundärliteratur
- Albrecht Dümling: Der Jasager und der Neinsager. Brecht-Weills Schuloper an der Karl-Marx-Schule Neukölln 1930/31. In: D. Kolland (Hrsg.): Rixdorfer Musen, Neinsager und Caprifischer. Musik- und Theatergeschichte aus Rixdorf und Neukölln, Berlin 1990, S. 124–130. ISBN 3-926175-78-8.
- Heinz Geuen: Von der Zeitoper zur Broadway Opera. Kurt Weill und die Idee des musikalischen Theaters. Sonus. Schriften zur Musik, Band 1, Edition Argus 1997, ISBN 3-931264-02-5.
- Jan Knopf: Brecht-Handbuch, Theater. Metzler, Stuttgart 1986, ungekürzte Sonderausgabe, ISBN 3-476-00587-9.
- Klaus-Dieter Krabiel: Der Jasager / Der Neinsager. In: Jan Knopf: Brecht-Handbuch. Band 1: Stücke. Neuausgabe. Metzler, Stuttgart 2001, ISBN 3-476-01829-6, S. 242–253.
- Klaus-Dieter Krabiel: Brechts Lehrstücke. Entstehung und Entwicklung eines Spieltyps. Stuttgart 1993, ISBN 3-476-00956-4.
- Klaus-Dieter Krabiel: Das Lehrstück. Brechts Theorie einer politisch-ästhetischen Erziehung. Frankfurt am Main 1995, ISBN 3-86099-250-3.
- Jürgen Schebera: Theater der Zukunft? Brecht/Weills Der Jasager – Brecht/Eislers Die Maßnahme. Eine vergleichende Studie. In: Musik und Gesellschaft. 34 (1984), H. 3, S. 138–145.
- Jürgen Schebera: Kurt Weill. Rowohlt, Reinbek bei Hamburg 2000, ISBN 3-499-50453-7.
- Rainer Steinweg: Lehrstück und episches Theater. Brechts Theorie und die theaterpädagogische Praxis. Frankfurt am Main 1995.
- Rainer Steinweg: Das Lehrstück. Brechts Theorie einer politisch-ästhetischen Erziehung. Metzler, Stuttgart 1976, ISBN 3-476-00352-3.
- Günter Thimm: Das Chaos war nicht aufgebraucht: Ein adoleszenter Konflikt als Strukturprinzip von Brechts Stücken. Königshausen & Neumann, 2002, ISBN 3-8260-2424-9.